# Псёльское
Псельское (укр. Псільське) — село в Устивицком сельском совете, Великобагачанский район, Полтавская область, Украина.
Код КОАТУУ — 5320285305. Население по переписи 2001 года составляло 49 человек.

## Географическое положение
Село Псельское находится на правом берегу реки Псёл, выше по течению на расстоянии в 1,5 км расположено село Устивица, ниже по течению на расстоянии в 2 км расположен пгт Великая Багачка.

## История
В 1945 году Указом Президиума ВС УССР село Злодеевка переименовано в Псельское.

## Известные уроженцы
- Псёл, Глафира Ивановна (1823—1886) — художница XIX века.
- Псёл, Александра Ивановна (1817—1887) — поэтесса XIX века.